# São Patrício (Goiás)
São Patrício é um município brasileiro do estado de Goiás. Situado na região do Vale do São Patrício, sua população estimada em 2007 era de 2.051 habitantes.

## História[6]
No inicio, quando a região de São Patrício ainda era completamente coberta por enormes matas, onde só habitavam feras bravias, na época da Segunda Guerra Mundial, que ocorreu aproximadamente nos anos de 1930 a 1945. O senhor José de Deus Honorato fugiu com seus filhos genros e esposa da cidade de Minas Gerais, com medo da guerra, vieram de cargueiros (cavalos com cargas) fazendo picadas nas matas e abrindo caminho, saíram sem destino, quando aqui chegaram era uma mata fechada avistaram uma clareira como ponto central uma moita de bambu e umas bananeiras, as quais foram o marco inicial para instalar-se os assentamentos. Construíram seus ranchos, começaram a desmatar e cultivar pequenas áreas, nesta época a região pertencia ao município de Goiás. Para ir e voltar à cidade, era gasto 15 dias no lombo de um cavalo, para trocar mantimentos em querosene, fósforo e outros. Já na parte de atendimentos médicos, a cidade mais próxima era Jaraguá, pois, havia muita febre amarela, e o medicamento só se conseguia lá.
Durante mais ou menos 10 anos, permaneceram somente as famílias do senhor José de Deus Honorato, após esses anos, foram chegando outras famílias de imigrantes também de Minas e de outros lugares. Logo após a morte do senhor José de Deus Honorato, o qual tinha uma promessa de fundar uma cidade, eles resolveram construir uma igreja em homenagem ao Divino Pai Eterno, por causa da promessa e assim, foram construindo casa. (conforme relatou o senhor José Divino da Silva “Divinão” abril de 2006).
Assim sendo, São Patrício surgiu em 1956 por iniciativa do senhor José de Deus Honorato cujo objetivo do mesmo era lotear parte das suas terras e doar às pessoas, e então criar um povoado no qual colocou o nome de Vila São Patrício. Lembrando que, no inicio como já foi citada anteriormente, a Vila era município de Goiás, porém com a divisão dos municípios e surgimento de várias outras cidades, já então Vila São Patrício, passou a pertencer ao município de Carmo do Rio Verde. E no dia 10 de janeiro de 1988 foi criado o distrito sob a lei n° 10.441/88.
É interessante notar que todas as ruas da cidade têm o nome de seus pioneiros como os principais habitantes, cita-se os seguintes nomes: José de Deus Honorato, Norberto Heliotério Pinto, José Possidônio, Jonas Machado Parreira, Cornélio José de Deus, Abel Pires da Silva.
Anos depois, do surgimento do patrimônio de Vila São Patrício, que já tinha uma estruturação razoável, muitas famílias e pessoas afluíram para a região, a procura de trabalho e fixação de moradia, pois visavam ao futuro desta promissora região com terras férteis. Como não poderia deixar de ser, elas também depositaram sua importante parcela de contribuição no povoamento, na formação e no crescimento da então, aconchegante e hospitaleira cidadezinha.
Haja vista que muitos de seus descendentes como ocorreram às famílias pioneiras, permaneceram residindo na cidade. Representando grande e imprescindível participação no continuo progresso da nossa comunidade. Muitas das quais residiam na zona rural, cujas propriedades eram como um paraíso, coberto pelas belas matas virgens. Pessoas essas, cujas mentes tinham como cotidiano, o cultivo da esperança, paixão pela terra e uma fé inabalável em Deus.
São Patrício é elevada á categoria de Município
A cidade de São Patrício foi elevada a categoria de Município pela lei Estadual n°. 12.803/95 de 27 de setembro de 1995. Todavia, o aniversário do município é comemorado em 15 de agosto. De acordo com o site da Prefeitura de São Patrício do site Folha de Ceres, em 15 de agosto de 2017 o município completou 21 anos, deixando entender que a emancipação ocorreu, de fato, em 15/8/1996.
Seu primeiro nome foi Vila São Patrício, depois se oficializou com o nome de São Patrício em homenagem ao vale de São Patrício que agregava várias cidades da região, inclusive São Patrício.
Destacaram-se no movimento para a emancipação política os senhores: Vicente Oliveira Ramos, Professor Sebastião Pinto (in memória), Professor Fontes Augusto Alves, Artemo Machado Parreira, Albertino Vaz de Andrade, Lindomar Duarte e outros.
São Patrício é um município novo que se desenvolveu a passos largos e firmes, com o intuito de crescer rumo à modernidade tecnológica. São Patrício começou a se desenvolver com maior intensidade a partir de 1997, isso porque foi emancipado e, juntamente com essa vieram as mudanças, as ruas da cidade foram todas asfaltadas e calçadas; o abastecimento de água passou a ser tratado, canalizado via poço artesiano; com o crescimento da população foi feito loteamento que se deu o nome de setor Lamounier. Com a prefeitura já em funcionamento, foram criadas as secretarias como: Educação, Saúde e Finanças.

## Clima
São Patrício possui um clima tropical semi úmido sendo quente o ano todo. Apesar disso, no inverno as temperaturas mínimas podem despencar para até 13 °C. Porém, as máximas podem ser superiores a 32 °C. (Temperaturas típicas de um dia de inverno: mín. 14 °C/máx.32 °C).
Na primavera, são registradas as maiores temperaturas. Há casos em que as temperaturas máximas podem alcançar ou ultrapassar os 40 °C. (Temperaturas típicas de um dia de primavera: mín. 23 °C/máx.36 °C).
No verão as temperaturas ficam mais amenas: entre 20 °C e 30 °C. (Temperaturas típicas de um dia de verão: mín. 22 °C/máx.29 °C).
No outono, as temperaturas ficam mais amenas variando entre 16 °C e 29 °C. (Temperaturas típicas de um dia de outono: mín. 17 °C/máx.28 °C).
Temperaturas para cada mês:
→ Jan: ↓21 °C/↑28 °C;
→ Fev: ↓21 °C/↑29 °C;
→ Mar: ↓20 °C/↑31 °C;
→ Abr: ↓18 °C/↑30 °C;
→ Mai: ↓16 °C/↑29 °C;
→ Jun: ↓14 °C/↑28 °C;
→ Jul: ↓13 °C/↑30 °C;
→ Ago: ↓16 °C/↑31 °C;
→ Set: ↓19 °C/↑34 °C;
→ Out: ↓20 °C/↑31 °C;
→ Nov: ↓20 °C/↑29 °C;
→ Dez: ↓21 °C/↑27 °C;